# St. Josef (Bleche)

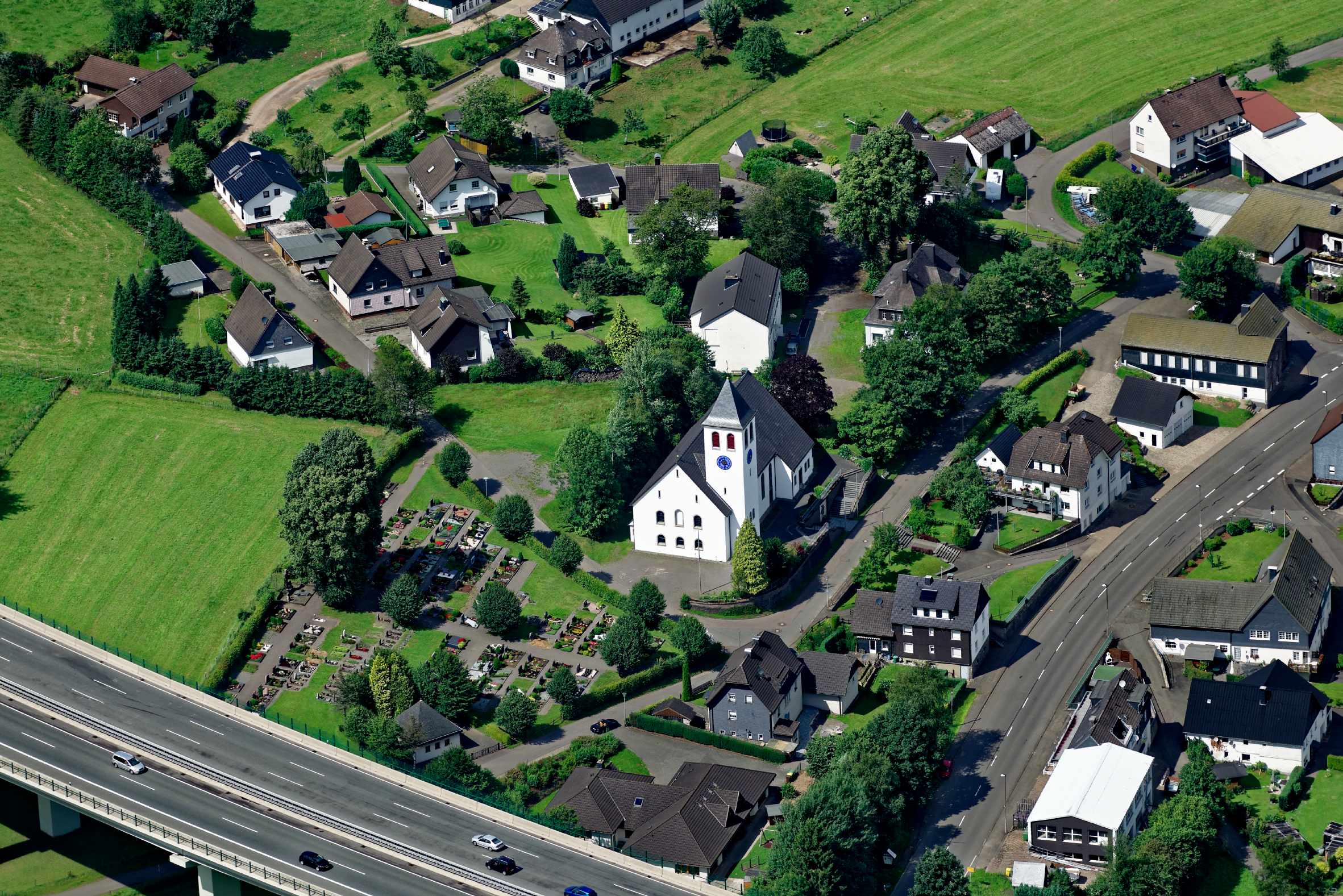
St. Josef (Bildmitte) prägt das Ortsbild

Die römisch-katholische Kirche St. Josef ist ein ortsbildprägendes Kirchengebäude in Bleche, einem Ortsteil von Drolshagen im Kreis Olpe in Nordrhein-Westfalen.

## Geschichte und Architektur
Die Gemeinde gehörte bis 1922 zur Mutterpfarrei in Drolshagen und wurde 1922 zur Pfarrvikarie erhoben. Die Vorgängerkirche wurde von 1887 bis 1888 gebaut, sie wurde mit der Zeit zu klein. Diese ehemalige Kapelle wurde zu einem Jugendheim umgebaut.
Das neue Gebäude wurde von 1952 bis 1953 nach Plänen des Architekten Josef Wigger errichtet und 1954 geweiht. Das längliche Schiff schließt mit einem eingezogenen Altarraum, der mit einem Zeltdach bekrönte Turm ist seitlich angebaut. Die Wände aus weiß verputztem Mauerwerk sind durch rundbogige Fenster gegliedert und fügen sich in die regionale Bautradition ein. Im Innenraum wurde eine flache Decke mit zwei Unterzügen eingezogen. Der Altarbogen trennt den leicht erhöhten Rechteckchor vom Schiff, er wiederholt sich in der Stirnwand als Blendbogen.

## Ausstattung
- Der Altarraum wird von einer Kreuzigungsgruppe an der Wand dominiert, sie wurde von einem Bildhauer aus München geschaffen.
- Der Tabernakel wurde aus braunem Marmor hergestellt und mit goldenen Türen ausgestattet, die mit den Symbolen der vier Evangelisten geschmückt sind.
- Vor dem Altarbogen stehen auf Podesten die Schnitzfiguren der immerwährenden Hilfe und des Josef, der seine Hand über Jesus hält.

## Kapelle Scheda
Zur Gemeinde gehört auch die Kapelle Maria Königin im Drolshagener Ortsteil Scheda. Der Grundstein wurde 1967 gelegt, Der Altarraum wird von einer Mutterstatue aus dem 16. Jahrhundert dominiert. Erwähnenswert ist auch der Tabernakel mit Darstellungen aus dem alten und neuen Testament, er wurde 1990 von Lennestadt-Maumke gekauft. Die beiden Figuren der Heiligen Christopherus und Elisabeth wurden von einem Bozener Künstler geschnitzt.